# Michael von Biel
Michael von Biel est un compositeur, violoncelliste et graphiste allemand, né à Hambourg le 30 juin 1937.

## Biographie
Michael von Biel étudia le piano et la musique à Toronto (1956-1957), Vienne (1958-1960), New York (en 1960, avec Morton Feldman entre autres), Londres (1960, avec Cornelius Cardew), et Cologne (avec Karlheinz Stockhausen). De 1961 à 1963, il participa à l'Internationale Ferienkurse für Neue Musik et la WDR lui commanda le morceau électronique Fassung. En 1965, il fut compositeur en résidence à l'Université d'État de New York à Buffalo. Dès 1966, il s'installe à Cologne et entre en contact avec des artistes du mouvement Fluxus. En 1968-1969, il étudie avec Joseph Beuys à Düsseldorf. Les années suivantes, il a surtout travaillé dans le domaine du visuel, délaissant quelque peu la musique. Sa composition Jagdstück (1966) est considérée comme l'un des travaux les plus originaux du XXe siècle.

## Discographie
- Für Klavier no.1–3 (1960–61)
- Book for Three (1961–62)
- Doubles (1961)
- String Quartet No. 1 (1962)
- String Quartet No. 2 (1963)
- Fassung (1963–64)
- Quartett mit Begleitung (1965)
- Deklination (1965)
- Welt I et II (1965–66)
- The Plain of S'cairn (1966)
- Jagdstück (1966)
- Composition (1968)
- Deutsche Landschaften(1970)
- Cello Concerto (1971)
- Übungsstück (1971)
- Preludes (1972)
- 13 traditionelle Stücke (1974–77)
- Pièces pour deux guitares (1976)
- Fragment (1981)
- Nineteen Pieces for piano, synthesizer, glockenspiel, percussion, and electric guitar (1985)
- Twenty-eight Pieces for Piano (1987–89)
- Acht Projekt (Aufsatzstück) (1992)
- Pieces for piano (1992)

## Sources
- (en) Cet article est partiellement ou en totalité issu de l’article de Wikipédia en anglais intitulé « Michael von Biel » (voir la liste des auteurs).